# 諸神的惡作劇
《众神的恶作剧》（日语：神々の悪戯，又譯諸神的惡作劇），是Broccoli於2013年10月24日開始以PSP形式發售的女性向戀愛遊戲。
角色設計原畫由「カズキヨネ」擔當。
於2014年4月開始播放電視動畫。

## 故事大綱
在眾神的社會裡，發生了一個問題，那就是「在眾多的神明當中，似乎有討厭人類的問題兒」。認知到這件事的神明們創立了類似人間的學校，藉此將漸漸沖淡的「神與人類的連接」再一次的認識。學校中有日本神話、希臘神話、北歐神話和埃及神話等等許多的神明登場，而這當中只有一位人類的女孩在其中。

## 登場人物

### 主要角色
草薙結衣（Kusanagi Yui）
配音員：早見沙織（只限動畫）
遊戲的主角（可改名）。剛升上高中3年級的女生。
有着紫色長髮馬尾以及橙紅色的瞳孔。
暱稱是妖精小姐（阿波羅稱呼）；雜草（尊稱呼）；小貓（洛基稱呼）。
家裡是神社，並有學習居合道；對將來與戀愛的事情不明確。
受到天叢雲劍的光芒引導，前往了神話世界，入讀天神的學校。
阿波羅・阿加納・韋萊亞（Apollon・Agana・Belea）
配音員：入野自由　希臘原名／Απόλλων・Αγανα・Βελεα
生日／8月1日　星座／獅子座　身高／180cm　血型／B型　體重／60kg　
特技／預言　興趣／音樂　特徵／同樣的事情說兩次　喜歡食物／香橙　討厭食物／牛油果
希臘神話中的太陽神。有着金色短髮以及碧綠色的瞳孔。
代表的顏色是「黃色」，代表的花系是「向日葵」。
守護石是橄欖石；封鎖其魔力的首飾是「鑲嵌了橄欖石的戒指」。
為人樂觀開朗，對人類也十分友好，不過卻帶點天然呆。
個性很有紳士風度，而且廣受男女歡迎，是學校的氣氛製造者。
成績優秀，雖然看似外表英俊的完美超人，但甜美的樣子只是包裝出來。
而且，偶爾也會犯錯，並非別人想像中十分完美的神。
所屬學會是學生會，由結衣推薦成為學生會會長。
托特稱以「阿」；後被統稱「阿呆羅」（阿呆ロン）。
哈得斯・艾多紐斯（Hades・Aidoneus）
配音員：小野大輔　希臘原名／ᾍδης・Αιδονεύς
生日／1月13日　星座／摩羯座　身高／183cm　血型／A型　體重／72kg　
特技／料理　興趣／觀星　特徵／說不好笑的冷笑話　喜歡食物／草莓大福　討厭食物／雞蛋
希臘神話中的冥界神。有着灰黑色捲髮以及紅色的瞳孔。
代表的顏色是「紅色」，代表的花系是「薔薇」。
是宙斯的哥哥，也是阿波羅、戴歐尼修斯的叔叔。
守護石是石榴石；封鎖其魔力的首飾是「刻有骷髏和有石榴石的項鏈」。
因為亡靈的怨念為周遭帶來不幸，所以有拒絕與別人的事扯上關係的傾向。
個性偏愛孤獨，為人深思熟慮，對任何事的忍耐力很強。
因為喜歡觀星，所以創立天文學會，是天文學會會長。
托特稱以「根暗」。
戶塚月人（Totsuka Tsukito）
配音員：上村祐翔
生日／2月12日　星座／水瓶座　身高／175cm　血型／A型　體重／58kg　
特技／沒有　興趣／照顧小兔　特徵／一字不漏抄寫筆記　喜歡食物／好吃的　討厭食物／不好吃的
日本神話中的月神。有着淺紫色直髮以及金色的瞳孔。
代表的顏色是「紫色」，代表的花系是「燕子花」。
守護石是紫水晶；封鎖其魔力的首飾是「用紫色帶繫月亮飾物和紫水晶的手繩」。
無表情的說話，語調不帶半點感情或氣氛，對人類也不太感興趣。
對任何事都十分遲鈍，對形形式式的事都抱有不在乎的性格。
沒有自發性，但協調性甚高，甚至是阿波羅的不合理要求也會冷靜應對。
所屬學會是學生會，擔任職務是風紀委員長。
托特稱以「愚鈍」。
戶塚尊（Totsuka Takeru）
配音員：豐永利行
生日／3月20日　星座／雙魚座　身高／165cm　血型／B型　體重／50kg　
特技／劍術　興趣／貝殼蒐集　特徵／出乎意料地易流淚　喜歡食物／蕎麥麵　討厭食物／蘑菇
日本神話中的海神，月人的弟弟。有着海藍色短髮並帶有髮箍、金色的瞳孔。
代表的顏色是「深藍色」，代表的花系是「牽牛花」。
守護石是海藍寶石；封鎖其魔力的首飾是「用綠色手繩繫海藍寶石的腳鏈」。
在入學早期的部分，脾氣衝動激進、個性吵鬧。卻討厭別人以第一印象判斷自己。
在校園中不願意配合他人，並對校園生活常有強烈的抗拒感。
不過，自己也承認針對其他神明的城府頗深，亦不信任其他神明。
只有在哥哥月人面前才會流露直率的表情，對他寄以極大的信任。
所屬學會是劍道部，由結衣邀請後加入。
托特稱以「××」（ペケ）。
巴德爾・靈舡（Balder・Hringhorni）
配音員：神谷浩史、阿澄佳奈（幼少期）
生日／4月29日　星座／金牛座　身高／177cm　血型／O型　體重／62kg　
特技／不死身　興趣／舞蹈　特徵／經常在平地上跌倒　喜歡食物／牛排　討厭食物／沙拉
北歐神話中的光之神。有着杏色直長髮以及水色的瞳孔。
代表的顏色是「綠色」，代表的花系是「馬蹄蓮」。
守護石是鑽石；封鎖其魔力的首飾是「刻有太陽和鑲嵌了鑽石的耳環」。
正因為是光之神，所以有操控光的能力。據說這種能力會使人魅惑。
所散發的無盡魅力不自覺吸引追隨者，成為學校真正當紅之神。
身上散發著治愈的氣場。無論站著或坐著都有著雅緻舉止。
不過，總是在原好平坦的路上跌倒或絆倒，這倒是唯一與看到的形象相違之處。
所屬學會是學生會，擔任書記。
托特稱以「天然」。
洛基・雷瓦汀（Loki・Laevatein）
配音員：細谷佳正、小橋里美（幼少期）
生日／10月24日　星座／天蠍座　身高／176cm　血型／AB型　體重／58kg　
特技／製作　興趣／惡作劇　特徵／喜歡吐舌　喜歡食物／糖果　討厭食物／全部海鮮　
北歐神話中的火神，與巴德爾是好友。有着紅色直髮並編有長辮、灰色的瞳孔。
代表的顏色是「粉紅色」，代表的花系是「大麗花」。
守護石是蛋白石；封鎖其魔力的首飾是「釣有彎勾和蛋白石的項鏈」。
有著天真無邪的邪惡性格。總是露出無法讓人原諒的惡作劇笑容。
在校園生活中，以搗蛋的欺詐者形式存在，亦是製造問題的天才；
對在意的事物好奇心旺盛，而且更會不能自拔地陷入其中的類型。
因為性情不定、喜怒無常的性格，所以並不容易讀取他真正的本意。
所屬學會是回家社，學會宗旨是「不管發生什麼事就是要立刻回家！」。
托特稱以「餓鬼」。
戴歐尼修斯・菲利索斯（Dionysus・Thyrsus）
配音員：野島裕史　希臘原名／Διόνυσος・Θύρσος
生日／9月23日　星座／天秤座　身高／179cm　血型／O型　體重／63kg　喜歡食物／葡萄、酒
希臘神話中的豐穰神。有着紫紅色長髮並且帶細辮、碧綠色的瞳孔。
守護石是藍寶石；封鎖其魔力的首飾是「藍寶石的直垂耳環」。
性格落落大方、不被多少的事情所動搖。
只希望任何事情都能夠平穩無事地渡過。
由於其優越的平衡感，所以適應性頗高。
為有靈巧的溝通技巧，所以與諸神相處融洽。
托特稱以「醉鬼」（酔いどれ）。
索爾・梅金吉奧斯（Thor・Megingjorluz）　
配音員：杉山紀彰
生日／11月21日　星座／天蝎座　身高／190cm　血型／B型　體重／80kg　喜歡食物／奶酪　討厭食物／細而長的食物
北歐神話中的雷神，是北歐神話中最強的戰神。
有着藍綠色短髮並且左側帶有閃電型的刺青、金色的瞳孔。
守護石是黃玉；封鎖其魔力的首飾是「繫有黃玉的黑色手帶」。
本来的性格是很會關照別人、就像大哥哥一樣存在。
平時沉默寡言、說話次數極端地少，卻帶給別人安心的信賴感。
擅長於料理，必要時還會親自下廚去招待別人。
不過，因為終生的宿敵是耶夢加得，所以非常討厭蛇。
與洛基共同創立回家社，是回家社一員。
托特稱以「燈柱」（のっぽ）。

### 學校師生
托特・卡圖西斯（Thoth・Caduceus）
配音員：森川智之
生日／12月21日　星座／射手座　身高／185cm　血型／B型　體重／67kg　
特技／分析　興趣／研究　守護石／青金石　特徵／不論男女照樣推牆　喜歡食物／紅豆粥　討厭食物／沒有（事實很偏食）
埃及神話中的叡智神。有着銀色短髮並左則前陰帶髮辮、藍色的瞳孔。
代表的顏色是「淺藍色」，代表的花系是「瓜葉菊」。
在學園裡擔任主角與諸神的老師，負責教導諸神關於人類的知識。
對諸神採用放任主義，並且為人欠缺合作精神。
擁有壓倒性的知識，所以在判斷的時候往往是正確的。
因為對知識有絕對自信，所以常以高傲的態度去對待學生。
阿努比斯・馬特（Anubis・Ma'at）
配音員：梶裕貴
生日／6月6日　星座／雙子座　身高／178cm　血型／AB型　體重／70kg　
特技／木乃伊製作　興趣／與動物互動　特徵／躲藏在陰暗處　喜歡食物／香辛料　討厭食物／甘味　守護石／珍珠
埃及神話中的冥界神。有着黑褐色直短髮以及紫色的瞳孔。
代表的顏色是「橘色」，代表的花系是「萬壽菊」。
性格既單純又坦率，對人類有強烈的警惕性與不信任。
幾乎沒被其他學生看過他在學園的身影，時常逃課。
說著獨特的語言，能夠理解他的語言的就只有托特大人。
當與別人心靈相通的時候，會給對方看天真爛漫的表情與可愛的一面。
沒有所屬學會。十分擅長於做巧手精細的工作（比方說木乃伊）。[實際在文獻中是男生]
宙斯・克勞洛斯（Zeus・Keraunos）
配音員：大塚芳忠（大人）、阪口大助（小孩）　希臘原名／Ζεύς・Κεραυνος
身高／188cm（大人）／145cm（小孩）　血型／AB型　體重／90kg（大人）／35kg（小孩）　
希臘神話中的天神。有着金色卷髮以及金色的瞳孔。
學園長，擁有箱庭的決定權。阿波羅的父親、哈得斯的弟弟。
為諸神與人類的關係有所憂慮，所以用力量創造了箱庭讓諸神學習。
利用天叢雲劍引導結衣至神話的世界，成為人類的代表與諸神學習。
為了讓諸神減低箱庭的破壞，以首飾封印了諸神的力量。
不過，很容易被爽直的性格左右自己的情緒。
戶塚陽（Totsuka Akira）
配音員：內田夕夜
生日／7月22日　星座／巨蟹座　身高／175cm　血型／AB型　體重／60kg　守護石／紅寶石
日本神話中的太陽守護神（天照大神），有着銀白色長直髮以及藍色的瞳孔。
月人、尊的哥哥（根據傳說原是女神）。對尊很寬容；對月人很冷淡。
與美麗的容姿相反，性格十分倔强，想法表達得十分清清楚楚。
為了探望月人、尊兩人，所以會偶爾地到學校探訪。

### 其他角色
梅麗莎（Melissa）
配音員：關智一　希臘原名／Μελισσα
由宙斯用泥製作，被送進結衣房間的人偶。擔任結衣的下人與顧問。
只要見到別人有麻煩便不能忽視去幫助的大哥哥類型。
草薙學（Kusanagi Manabu）
配音員：興津和幸
結衣的哥哥。
草薙純（Kusanagi Jun）
配音員：菅沼久義
結衣的哥哥。
卡珊德拉（Cassandra）
配音員：內山夕實　希臘原名／Κασσάνδρα
特洛伊的公主，阿波羅的情人。
阿波羅的賜予而有預言能力，又因預言而抗拒阿波羅，最後投河自盡。
兔麻吕（Usamaro）
這是戶冢月人式神的兔子形態。曾經在某情況下破裂而被尊以貝殼修補好了，命名人也是尊。

## 用語解說
箱庭
由宙斯所創造，以學習「神明與人類，以及關於愛」為基礎的學校。神明以外的學生都是由各式各樣精靈虛擬化所擔當。
為了讓學生理解人間以及愛作理由，宙斯準備了裝飾吊燈型的工具容器來量度諸神的學習進度。有1年以內把容器填滿才可以畢業返回自身的世界，假若失敗便會永遠困在此處而無法離開。
學校有「學生會」與「社團活動」，而結果是主角結衣需要置身於其中而幫助諸神畢業。

## 遊戲主題歌

### 諸神的惡作劇
片頭曲「Lunar Maria」
作詞·作曲：上松範康（Elements Garden）／編曲：菊田大介
歌：哈得斯（小野大輔）
片尾曲「暁の轍」
作曲·編曲：藤間仁（Elements Garden）／作詞：哈得斯（小野大輔）
歌：哈得斯（小野大輔）

### 諸神的惡作劇Infinite
不明。

## 電視動畫
2014年4月5日起由TOKYO MX等日本電視台開始播放，另外有NICONICO生放送等網路配信放送。

### 工作人員
- 原作：Broccoli
- 角色原案：カズキヨネ
- 監督：河村智之
- 監督輔佐：塚川智
- 系列構成：金春智子
- 角色設計、總作畫監督：芝美奈子
- 道具設計：樋口聰美、小川浩
- 美術設定：青木智由紀
- 美術監督：高橋麻穗
- 色彩設計：秋元由紀
- 攝影監督：加藤伸也（Graphinica）
- 編輯：松原理惠（瀨山編輯室）
- 音響監督：菊田浩巳
- 音樂：Elements Garden（藤田淳平、藤間仁、Evan Call）
- 音樂製作：Frontier Works
- 主製作人：松永孝之、内野秀紀
- 製作人：境野知子、河本沙知、紺野さやか、吉田敦則、山崎史紀
- 動畫製作人：山崎強
- 音樂：Elements Garden
- 動畫製作：Brain's Base

### 主題曲
片頭曲「TILL THE END」
作詞：香月亞哉音／作曲：上松範康／編曲：藤田淳平
歌：阿波羅（入野自由）、哈得斯（小野大輔）、月人（上村祐翔）、尊（豐永利行）、巴德爾（神谷浩史）、洛基（細谷佳正）
第1話未使用。
片尾曲「REASON FOR…」
作詞：香月亞哉音／作曲·編曲：藤間仁（Elements Garden）
歌：阿波羅（入野自由）、哈得斯（小野大輔）、月人（上村祐翔）、尊（豐永利行）、巴德爾（神谷浩史）、洛基（細谷佳正）

### 插入曲
「絶えない祈り」
作詞：香月亞哉音／作編曲：菊田大介（Elements Garden）／歌：黑帝斯・艾多紐斯（CV.小野大輔）
第4話使用sound off版本。
「誓い」
作詞：香月亞哉音／作編曲：藤田淳平（Elements Garden）／歌：戶塚尊（CV.豊永利行）
第5話使用sound off版本。
「ひとひら」
作詞：香月亞哉音／作編曲：菊田大介（Elements Garden）／歌：戶塚月人（CV.上村祐翔）
第6話使用sound off版本。
「I bless you」
作詞：香月亞哉音／作編曲：藤間 仁（Elements Garden）／歌：巴德爾・靈舡（CV.神谷浩史）
第8、11話使用sound off版本。

### 各話列表
| 話數     | 日文標題 | 中文標題               | 劇本       | 分鏡              | 演出       | 作畫監督                                                                          |
| -------- | -------- | ---------------------- | ---------- | ----------------- | ---------- | --------------------------------------------------------------------------------- |
| 第一話   |          | 禁忌的箱庭（學園）     | 金春智子   | 河村智之          | 河村智之   | 島田英明、小倉寬之 津幡佳明                                                       |
| 第二話   |          | 美麗的咒縛（枷鎖）     | 金春智子   | 河村智之          | 關野關十   | 瀧原美樹、江森真理子                                                              |
| 第三話   |          | 海風的糾葛（爭吵）     | 金春智子   | 吉村愛            | 吉村愛     | 福世真奈美、千葉崇                                                                |
| 第四話   |          | 冥王的不幸（詛咒）     | 高山克彥   | 藤田陽一          | 藤田陽一   | 門智昭、永作友克                                                                  |
| 第五話   |          | 不允許的激情（心意）   | 金春智子   | Royden B          | 阿部雅史   | 市野まりあ                                                                        |
| 第六話   |          | 月光的戒指（感受）     | 關根亞由實 | 松田清            | 松田清     | 島田英明、永作友克                                                                |
| 第七話   |          | 雪原的約定（誓言）     | 關根亞由實 | 名村英敏          | 黑田晃一郎 | 山本道隆、谷口繁則 白川茉莉、櫻井拓郎 高田和典、粟井重紀                          |
| 第八話   |          | 光明的羨慕（孤獨）     | 高山克彥   | 吉澤俊一          | 吉澤俊一   | 新保卓郎、福世真奈美 江森真理子                                                   |
| 第九話   |          | 落花散盡的迷宮（小匣） | 金春智子   | 藤田陽一          | 藤田陽一   | 荒木彌緒、伊勢奈央子 小倉寬之、小園菜穗 熊田明子、福世真奈美 本田宗一             |
| 第十話   |          | 珍愛的日常（幻影）     | 關根亞由實 | 吉澤俊一          | 山名隆史   | 佐原亞湖、廣實愛                                                                  |
| 第十一話 |          | 宿命的牢獄（鎖鏈）     | 關根亞由實 | 松井仁之          | 美甘義人   | 新保卓郎、島田英明 鳥山冬美、本田創一 江森真理子                                  |
| 最終話   |          | 永遠的終止符（別離）   | 金春智子   | 河村智之 藤田陽一 | 河村智之   | 江森真理子、本多美雪 小倉寬之、荒木彌緒 村田憲泰、佐原亞湖 福世真奈美、一之瀨結梨 |

### 播放電視台
日本深夜動畫：下文記載的日本国内播放時間使用日本標準時間（UTC+9）表示。因為部分時間标识會採用30小时制，因此請留意这类超过24:00的时间，其實際播放時間為翌日清晨。
| 播放地區 | 播放電視台    | 播放日期               | 播放時間（UTC+9）         | 所屬聯播網 | 備註           |
| -------- | ------------- | ---------------------- | ------------------------- | ---------- | -------------- |
| 東京都   | TOKYO MX      | 2014年4月5日－6月21日  | 星期六 25時00分－25時30分 | 獨立UHF局  |                |
| 兵庫縣   | SUN電視台     | 2014年4月7日－6月23日  | 星期一 24時30分－25時00分 | 獨立UHF局  |                |
| 愛知縣   | 愛知電視台    | 2014年4月7日－6月23日  | 星期一 26時05分－26時35分 | 東京電視網 |                |
| 日本全國 | 萬代頻道      | 2014年4月11日－6月27日 | 星期五 12時00分 更新      | 網路電視   |                |
| 日本全國 | Animax        | 2014年4月11日－6月27日 | 星期五 22時00分－22時30分 | 衛星電視   |                |
| 日本全國 | BS11          | 2014年4月11日－6月27日 | 星期五 23時00分－23時30分 | 衛星電視   | 「ANIME+」節目 |
| 日本全國 | NICONICO頻道  | 2014年4月11日－6月27日 | 星期五 24時00分 更新      | 網路電視   |                |
| 日本全國 | NICONICO直播  | 2014年4月11日－6月27日 | 星期五 25時00分－25時30分 | 網路電視   |                |
| 日本全國 | d Anime Store | 2014年4月12日－        | 星期六 12時00分 更新      | 網路電視   |                |
| 日本全國 | Animax        | 2014年4月12日－        | 星期六 22時30分－23時00分 | 衛星電視   |                |

### Blu-ray／DVD
| 卷數 | 發售日         | 收錄話         | 規格編號  | 規格編號  |
| 卷數 | 發售日         | 收錄話         | BD初回版  | DVD初回版 |
| ---- | -------------- | -------------- | --------- | --------- |
| 1    | 2014年6月25日  | 第1話－第2話   | MFXT-0023 | MFBT-0029 |
| 2    | 2014年7月30日  | 第3話－第4話   | MFXT-0024 | MFBT-0030 |
| 3    | 2014年8月27日  | 第5話－第6話   | MFXT-0025 | MFBT-0031 |
| 4    | 2014年9月24日  | 第7話－第8話   | MFXT-0026 | MFBT-0032 |
| 5    | 2014年10月29日 | 第9話－第10話  | MFXT-0027 | MFBT-0033 |
| 6    | 2014年11月26日 | 第11話－第12話 | MFXT-0028 | MFBT-0034 |

## 關連商品

### 音樂
神曲集
- 「光の中」／發售日期：2013年6月26日／歌：阿波羅・阿加納・韋萊亞（CV.入野自由）
- 「絶えない祈り」／ 發售日期：2013年6月26日／歌：黑帝斯・艾多紐斯（CV.小野大輔）
- 「ひとひら」／ 發售日期：2013年7月24日／ 歌：戶塚月人（CV.上村祐翔）
- 「誓い」／ 發售日期：2013年7月24日／ 歌：戶塚尊（CV.豊永利行）
- 「I bless you」／發售日期：2013年8月28日／歌：巴德爾・靈舡（CV.神谷浩史）
- 「Liar」／發售日期：2013年8月28日／歌：洛基・雷瓦汀（CV.細谷佳正）
- 「Tip Tap」／發售日期：2013年9月25日／歌：阿努比斯・馬特（CV.梶裕貴）
- 「Judgment」／發售日期：2013年9月25日／歌：托特・卡圖西斯（CV.森川智之）

TV動畫「諸神的惡作劇」神曲集
- 「Bubble Shine」／發售日期：2013年6月18日／歌：阿波羅・阿加納・韋萊亞（CV.入野自由）
- 「I MISS YOU」／發售日期：2013年6月18日／歌：黑帝斯・艾多紐斯（CV.小野大輔）
- 「SIGN」／發售日期：2013年7月30日／歌：戶塚月人（CV.上村祐翔）
- 「You're the one」發售日期：2013年7月30日／歌：戶塚尊（CV.豊永利行）
- 「HOLIC」／發售日期：2014年8月27日／歌：巴德爾・靈舡（CV.神谷浩史）
- 「Round and Round」／發售日期：2014年8月27日／歌：洛基・雷瓦汀（CV.細谷佳正）

### DRAMA CD
- 諸神的惡作劇 Drama CD － 發售日期：2013年12月18日

## 外部連結
- 諸神的惡作劇 （页面存档备份，存于）（日語）
- 諸神的惡作劇InFinite （页面存档备份，存于）（日語）
- 動畫「諸神的惡作劇」官方網站 （页面存档备份，存于）（日語）
- 動畫「諸神的惡作劇」官方的X（前Twitter）（日語）